# フランチェスコ・サルヴィアーティ
フランチェスコ・サルヴィアーティ、イル・サルヴィアーティとして知られる、フランチェスコ・デ・ロッシ（通称:Francesco Salviati、Il Salviati、本名: Francesco de' Rossi 、1510年 - 1563年11月11日）はイタリアの画家である。枢機卿ジョヴァンニ・サルヴィアーティ(Giovanni Salviati: 1490–1553)の庇護を受けたことから「Cecchino del Salviati（サルヴィアーティの銃士）」と呼ばれ、サルヴィアーティが通称になった。ローマやフィレンツェ、ボローニャ、ヴェネツィアで働き、装飾画や肖像画を描いた。

## 略歴
フィレンツェの織物業者の息子に生まれた。フィレンツェの画家、ジュリアーノ・ブジャルディーニやバッチョ・バンディネッリらに学び、1529年か1530年にアンドレア・デル・サルトの工房で見習いを終えた。1531年に当時の多くの画家と同じように、「ローマ劫掠」後のローマの再建の仕事に加わるためローマに移った。ローマではフィレンツェの修行時代に共に学んだジョルジョ・ヴァザーリと再会し、生涯の友人になった。
ローマでミケランジェロやラファエロ、ジュリオ・ロマーノらの作品を知り、サルヴィアーティは自分の絵画のスタイルを創り上ていくことになった。
フィレンツェ出身の枢機卿、ジョヴァンニ・サルヴィアーティから注文を受けるようになり、サルヴィアーティ宮殿(Palazzo Salviati)の装飾画を描いた。パトロンの名前を名乗るようになり、その後、ヴェネツィアやボローニャ、フィレンツェなどの宮殿や教会、修道院の装飾画を描くために各地を旅した。
代表的な作品にはローマ、サッケッティ宮殿(Palazzo Sacchetti)やサンタ マリア・デッラニマ教会(Chiesa di Santa Maria dell'Anima)などの装飾画などがある。

## 作品

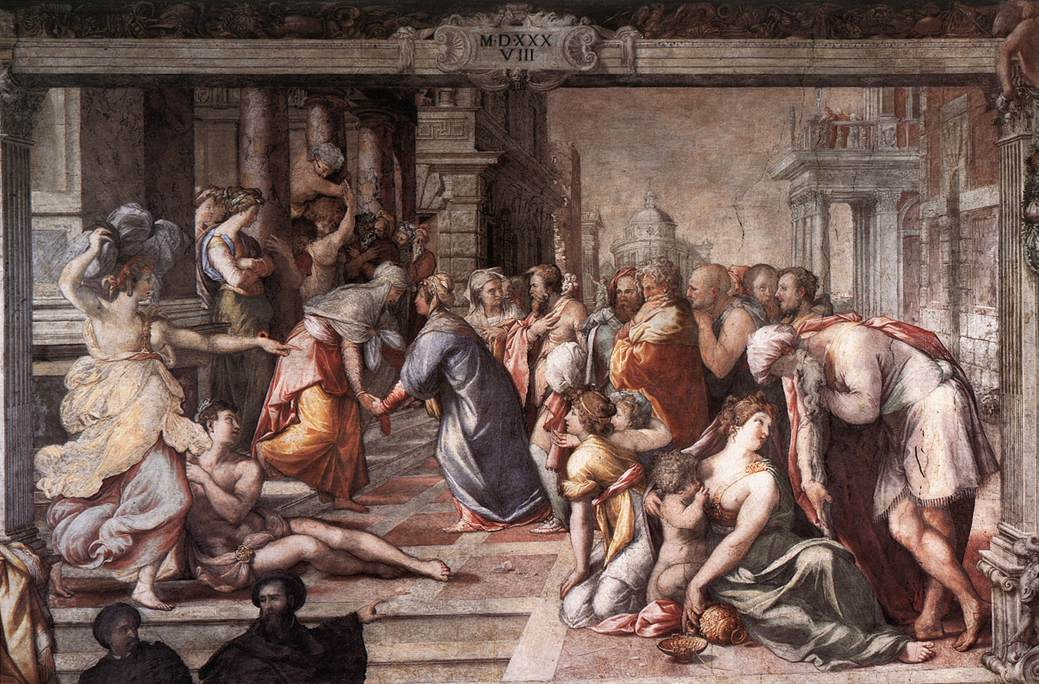
サン・ジョヴァンニ・バッティスタ・デコッラート教会（ローマ）の壁画
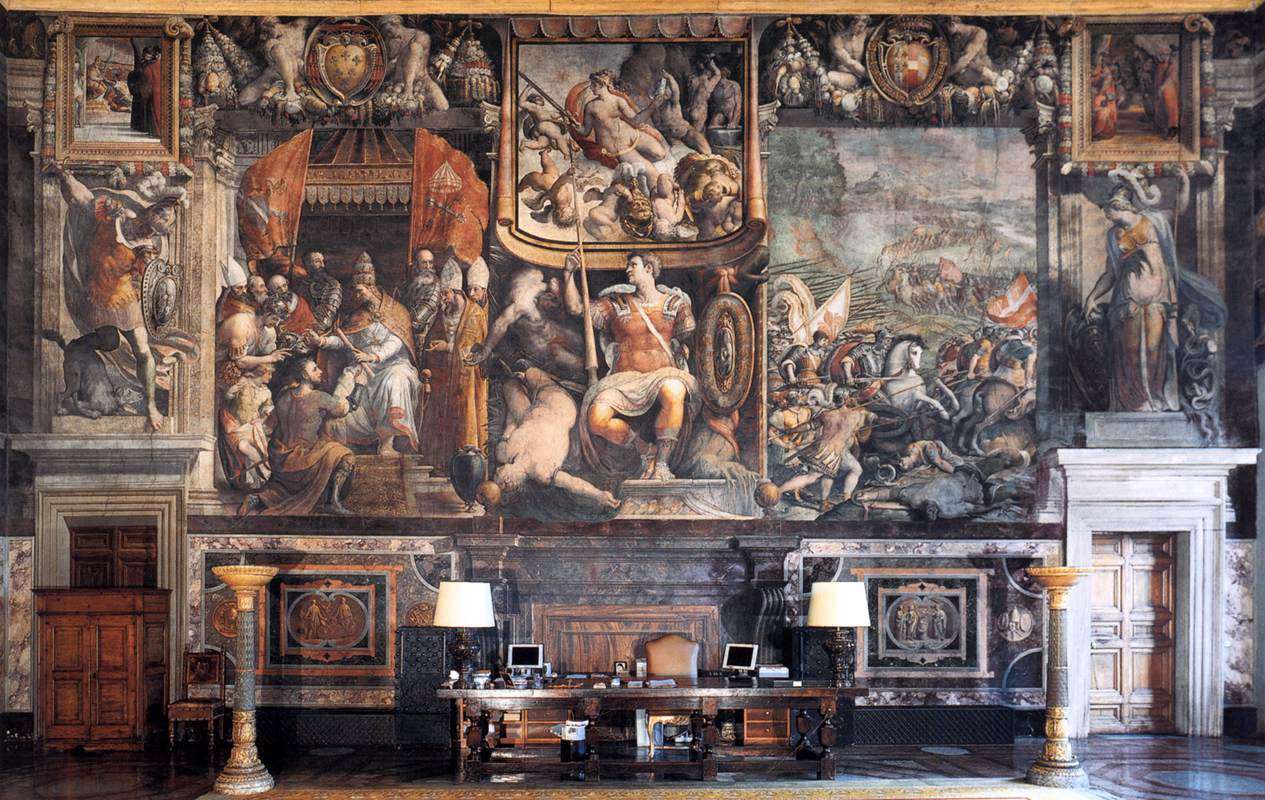
ローマ、ファルネーゼ宮殿壁画
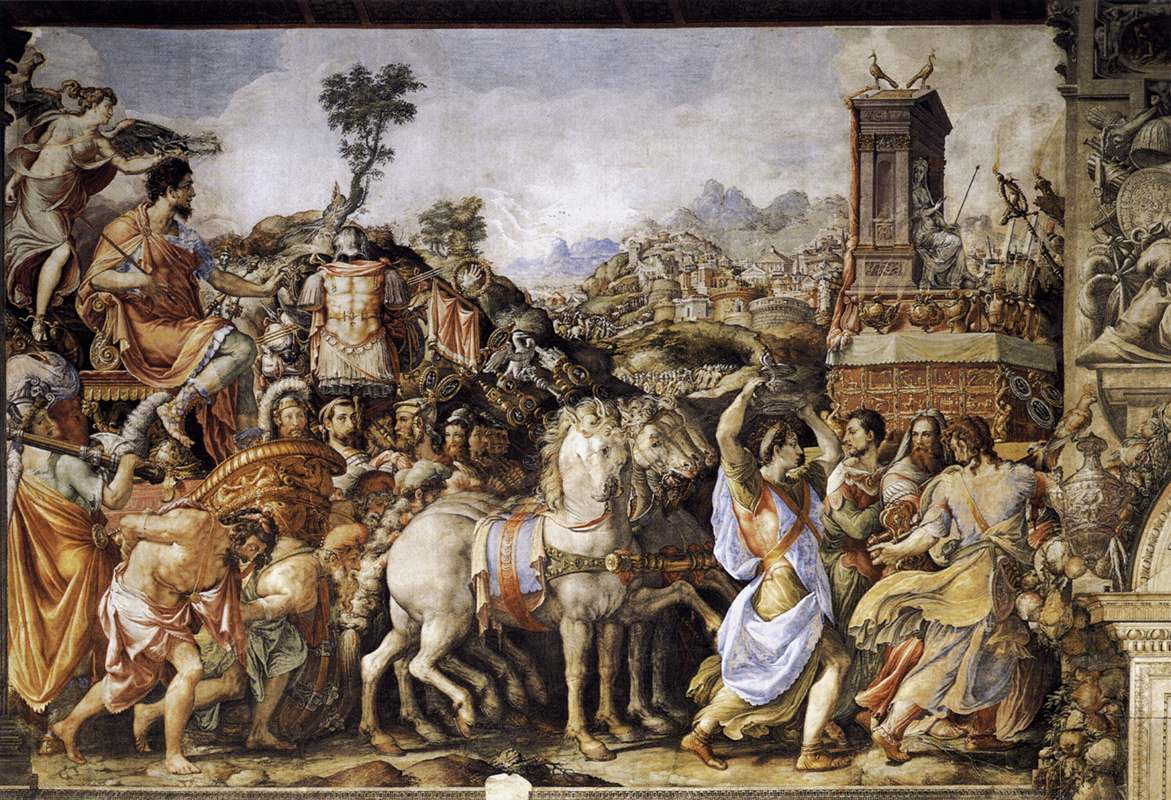
フィレンツェ、ヴェッキオ宮殿壁画

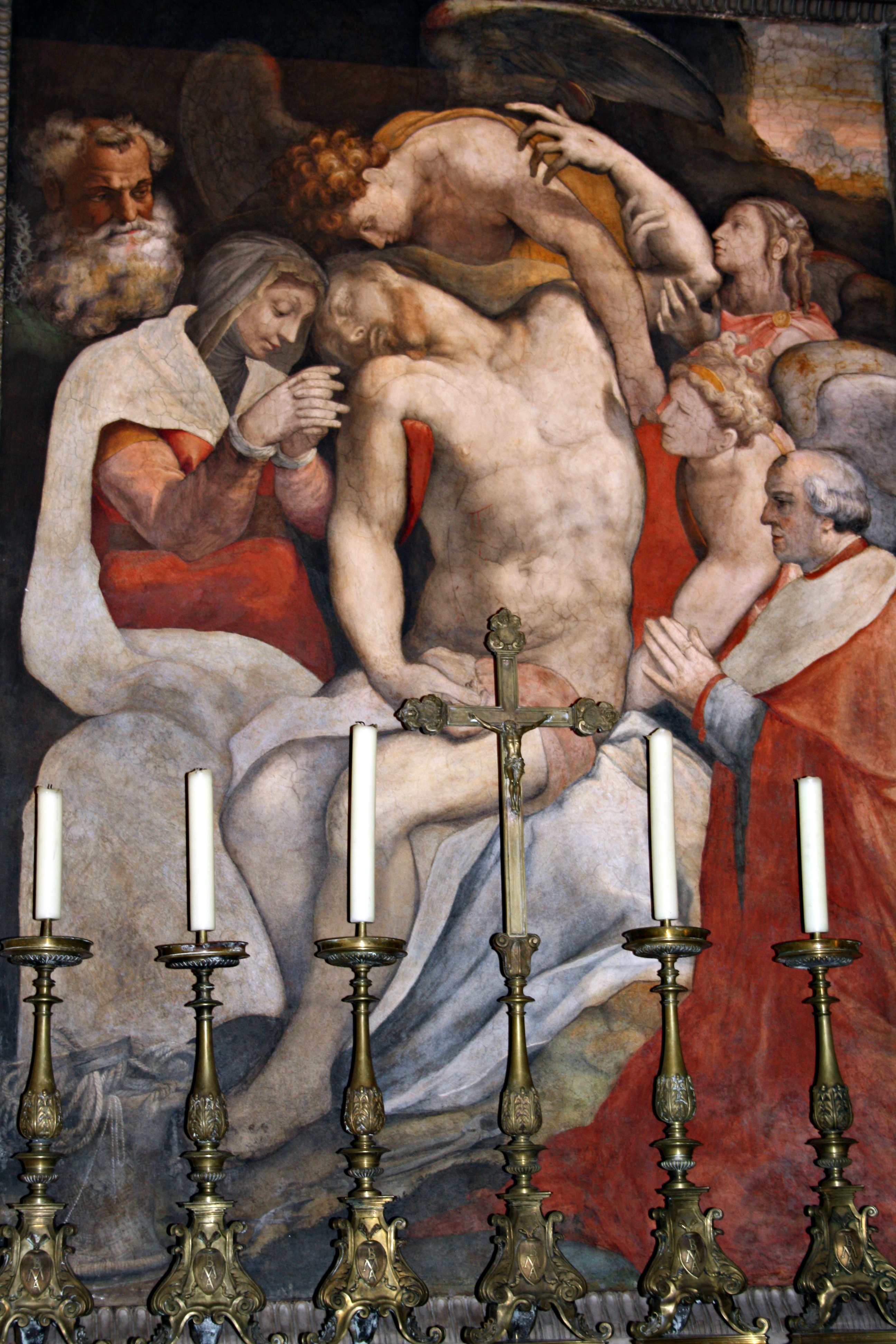
Santa Maria dell'Anima, Romeの装飾画
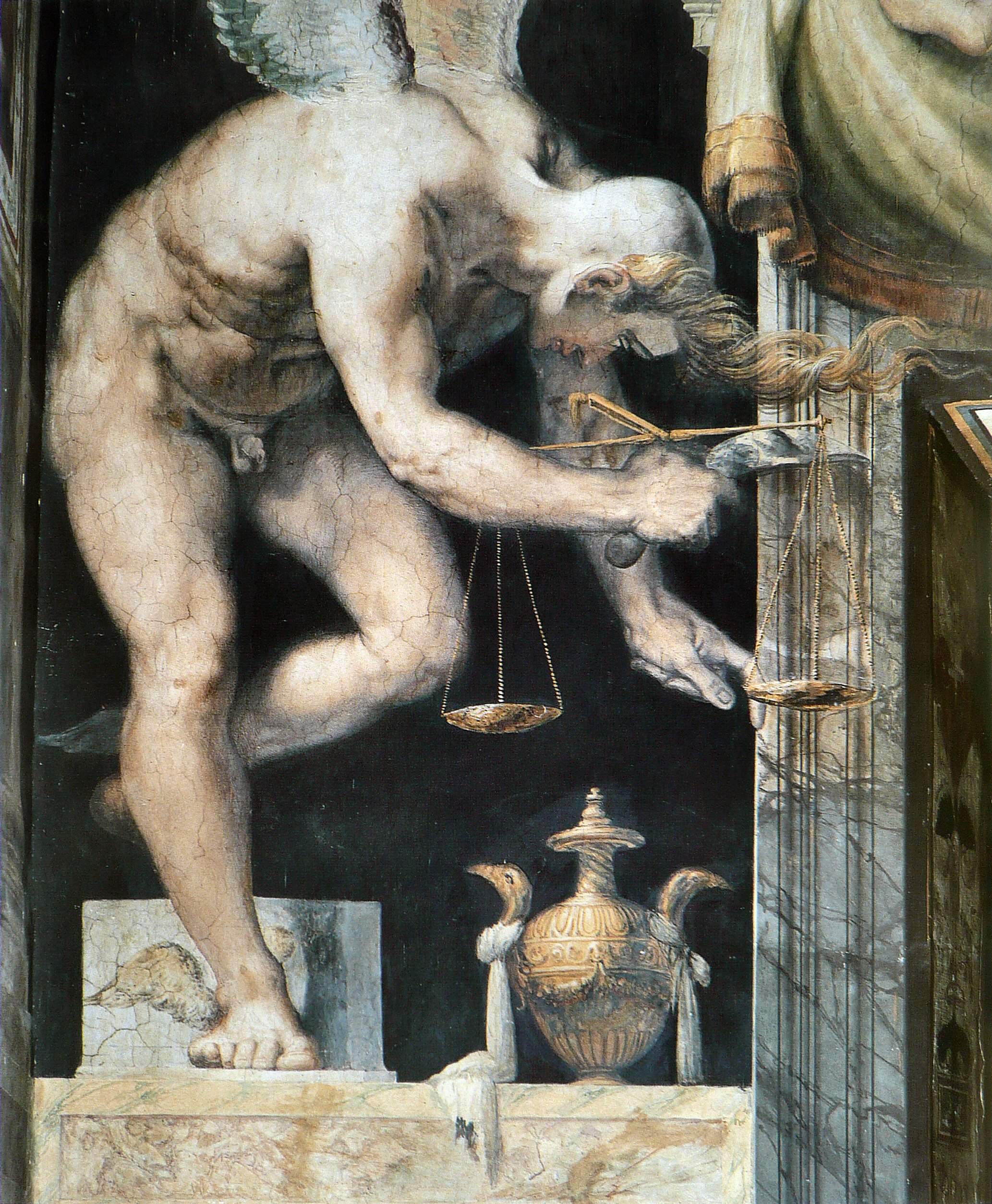
サッケッティ宮殿装飾画
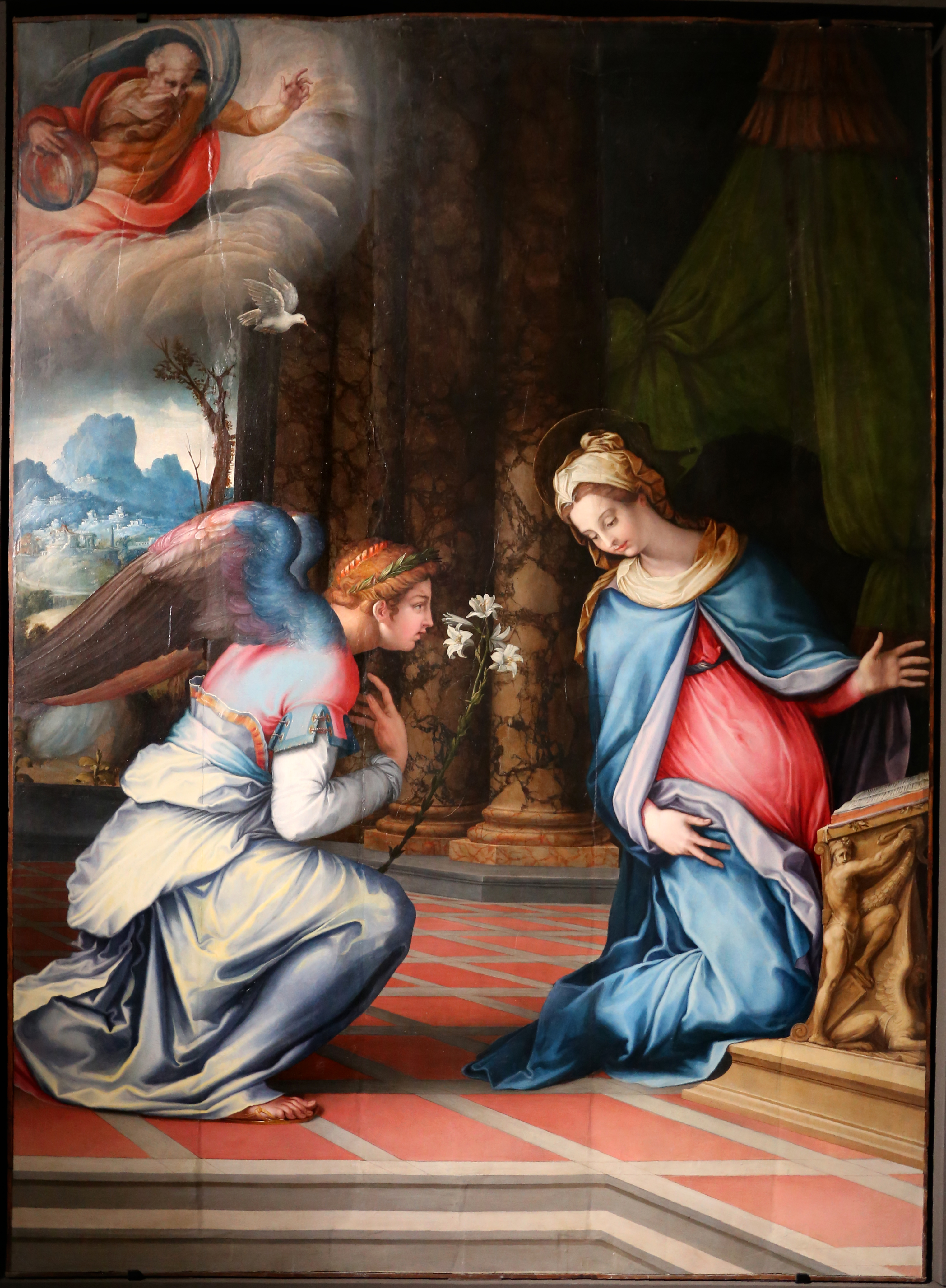
サン・フランチェスコ・ア・リーパ教会装飾画
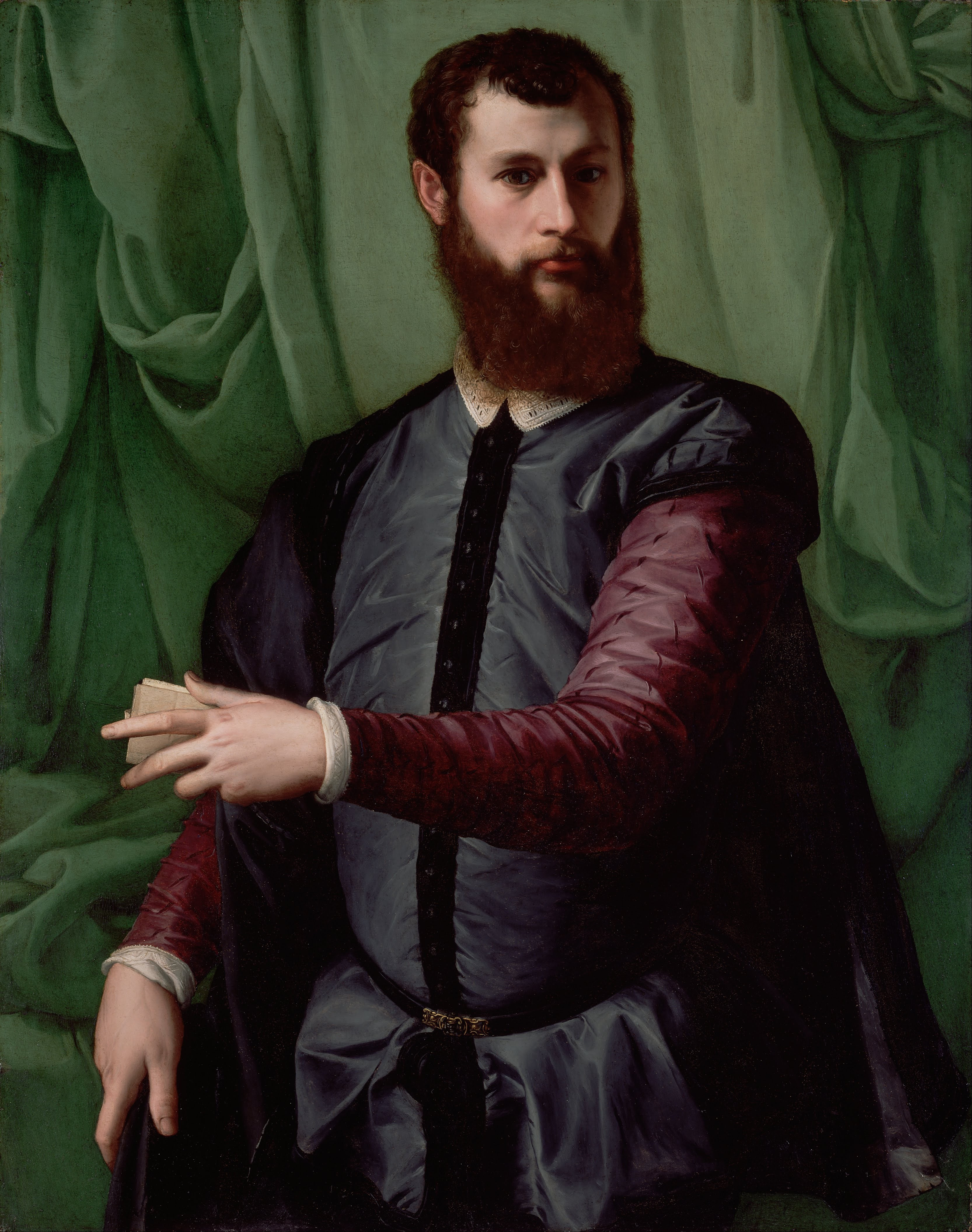
肖像画、ゲティ・センター蔵